# Episodi de L'amore e la vita - Call the Midwife (seconda stagione)
La seconda stagione della serie televisiva L'amore e la vita - Call the Midwife è stata trasmessa dal 20 gennaio al 10 marzo 2013 su BBC One, preceduta il 25 dicembre 2012 dallo Speciale Natalizio.
In Italia la stagione è andata in onda su Rete 4 dal 27 luglio al dicembre 2014.
| nº | Titolo                  | Prima TV UK      | Prima TV Italia |
| -- | ----------------------- | ---------------- | --------------- |
|    | Speciale Natalizio 2012 | 25 dicembre 2012 | dicembre 2014   |
| 1  | Episodio 1              | 20 gennaio 2013  | 27 luglio 2014  |
| 2  | Episodio 2              | 27 gennaio 2013  | 27 luglio 2014  |
| 3  | Episodio 3              | 3 febbraio 2013  | 3 agosto 2014   |
| 4  | Episodio 4              | 10 febbraio 2013 | 3 agosto 2014   |
| 5  | Episodio 5              | 17 febbraio 2013 | 10 agosto 2014  |
| 6  | Episodio 6              | 24 febbraio 2013 | 10 agosto 2014  |
| 7  | Episodio 7              | 3 marzo 2013     | 17 agosto 2014  |
| 8  | Episodio 8              | 10 marzo 2013    | 17 agosto 2014  |